# Fukuiraptor
Fukuiraptor és un gènere de dinosaure al·losauroïdeu de mida mitjana que va viure al Cretaci inferior (Barremià) en el que actualment és el Japó. Els científics van creure en un primer moment que es tractava d'un membre dels domaeosàurids, però després d'estudiar els fòssils ara es pensa que està emparentat amb l'Allosaurus. L'holotip és l'esquelet d'un individu d'uns 4,2 metres de longitud. Es pensa que aquest espècimen no era madur i un adult podria haver sigut més gran. De totes maneres, els altres exemplars recuperats de la mateixa localitat eren tots joves més petits que l'holotip, l'exemplar més petit feia una quarta part de la mida de l'holotip.
Aquest espècimen va causar confusió des de la seva troballa perquè la seva urpa de la mà fou atribuïda a l'urpa del peu d'un dromaeosaure. Actualment se'l considera un membre basal del clade dels al·losaures, i possiblement és similar o idèntic a les espècies d'Allosaurus austarlianes.